# Cyclosemia
Cyclosemia là một chi bướm ngày thuộc họ Bướm nâu.